# ビート・ツェンダー
ビート・ツェンダー（Beat Zehnder、1966年1月9日 - ）は、スイス出身の自動車技術者。同国のレーシングカーコンストラクターであるザウバーのチームマネージャー（スポーティングディレクター）だったことで知られ、同社がF1参戦した1993年から30年以上に渡ってチームに唯一所属していた（2025年時点）。

## 経歴
1988年にザウバーにメカニックとして加入し、同社がメルセデス・ベンツと組んで参戦していた世界スポーツプロトタイプカー選手権（WSPC）のチームに加わった。ツェンダーが加入した時点でチームには10人程しか在籍しておらず、ツェンダーは1年ほどでチームのチーフメカニックとなった。
ザウバーとメルセデス・ベンツはF1参戦に向けて動き出し、メルセデス・ベンツは1991年末にF1参戦の計画を中止したが、ザウバーは単独参戦を目指し、ツェンダーは参戦に向けてチームのロジスティクス面の体制を整える仕事を任された。
1993年、ザウバーはF1にデビューし、ツェンダーは再びチーフメカニックとしてチームの一員となった。
F1参戦2年目の1994年シーズン後半、チーム代表のペーター・ザウバーは、ツェンダーに、第9戦ドイツGPからチームマネージャーを務めるよう命じた。この抜擢にはツェンダーも困惑し、1994年内はチーフメカニックも兼務することを条件にその仕事を引き受け、1995年からは専任のチームマネージャーとなった。その後、同チームはBMWザウバー（2006年 - 2009年）、アルファロメオ（2019年以降）と変遷しているが、BMWから買い戻して以降はスポーティングディレクターを務めた。
2025年3月末、ザウバーのアウディ体制移管に伴いスポーティングディレクター職はイグナシオ・ルエダに譲って現場から勇退し、シグネチャープログラム兼オペレーション担当ディレクターの肩書きで本部のファクトリー勤務に異動した。

## 人物
ザウバーのチームマネージャーはレース中のレーススチュワードとのやり取りも主な業務としている。ツェンダーはF1の複雑なレギュレーションについての知識も確かで、国際自動車連盟（FIA）のレースディレクターであるチャーリー・ホワイティング（2019年没）とも気が合い、良好な関係を築いていた。

### エピソード
- ザウバー加入の経緯

学生時代のツェンダーは、船舶用の大型ディーゼルエンジンの整備士となって、世界中を旅する仕事をすることを夢見ていた。ツェンダーは元々は自動車レースには興味を持っていなかったが、学校卒業後の就職先を探すにあたって、地元のレーシングカーコンストラクターであるザウバーが出した求人広告を見つけ、メカニックとしての腕を活かせることや、世界中を回れることに魅力を感じ、1987年にその門を叩いた。この時点でツェンダーは21歳であり、当初、ザウバーの社主であるペーター・ザウバーは、ツェンダーが若すぎることと、自動車レースに全く興味を持っていないことを理由として、彼を不採用とした。しかし、諦めきれなかったツェンダーは3週間後に再度連絡を取り、ザウバーもこの時点で適任者を一人も採用できていなかったことから申し出を聞き入れ、「1年契約」という条件で、ツェンダーを採用した。これがツェンダーのザウバーにおける30年以上に及ぶキャリアの始まりとなった。
- チームマネージャーになった経緯

1994年シーズン半ば、チームマネージャーに昇進させるという話をペーター・ザウバーから聞いた際、ツェンダーは、自分はあくまでメカニックだと考えていたことから、その昇進話に困惑した。考えあぐねたツェンダーがメカニックの仕事も続けることを希望したため、1994年シーズンの後半、ツェンダーは日中はチーフメカニックとして働き、夜はチームマネージャーの仕事をするという生活を送ることになった。
ペーター・ザウバーは、1994年にチームマネージャーを探していた時に、7月のイギリスGP（第8戦）でエディ・ジョーダンとそのロックバンドが開いたステージで、上機嫌で客席にいるツェンダーを偶然見かけ、その時に、ツェンダーを抜擢するという考えが頭に浮かんだということを述べている。
- ライコネンの移籍（復帰）| 「                              | チームに復帰する計画は、ここ数年ビート・ツェンダーと話し合っていた。今ピースがすべて埋まってザウバーに復帰することになった。 | 」 |
| —キミ・ライコネン（2018年11月） | |    |

2007年のF1チャンピオンであるキミ・ライコネンは、2001年にザウバーからF1デビューし、翌年にはマクラーレンに移籍したが、デビューに立ち会ったツェンダーはその後もライコネンから信頼を置かれていた。
ライコネンはF1キャリア最後の3年間（2019年 - 2021年）をアルファロメオで走ったが、それまで所属していたフェラーリからの移籍はライコネンがツェンダーと連絡を取り合っていたことをきっかけとしている。2018年イタリアグランプリに際して、フェラーリはライコネンとの契約をその年限りで終了することを決定し、通知を受けたライコネンはすぐさまツェンダーと、ザウバーのチーム代表であるフレデリック・バスールに連絡を取り、ザウバーへの移籍（復帰）はライコネンがフェラーリからの通知を受け取ってから2時間もしない内に事実上の合意に至った。
結果としてツェンダーはライコネンのF1デビューと引退の両方にチームマネージャーとして立ち会った。